# Играй как Бекхэм
«Играй как Бекхэм» (англ. Bend It Like Beckham) — фильм 2002 года.

## Сюжет
Джесс — девушка из семьи выходцев из Пенджаба. Её семья живёт в Лондоне, мечтает о её карьере юриста. Тем не менее у Джесс свои интересы — футбол. Её комната обклеена плакатами Бекхэма. И в свободное время она играет в парке в футбол. После встречи с Джульеттой она в тайне посещает профессиональный футбольный клуб, и даже совершает поездку в Германию. Кроме того, у неё зарождается роман с тренером, в которого влюблена и её близкая подруга Джульетта. И обе подруги мечтают о профессиональной карьере футболистки.

## Показ в Северной Корее
Чтобы отметить десятую годовщину отношений с Соединенным Королевством, было решено устроить трансляцию на северокорейском государственном телевидении отредактированной версии картины «Играй как Бекхэм». Это произошло 26 декабря 2010 года. Посол Великобритании в Южной Корее, Martin Uden, написал в Twitter, что это будет первый созданный на западе фильм, который когда-либо транслировался в Северной Корее. 

## В ролях
| Актёр               | Роль               |
| ------------------- | ------------------ |
| Кира Найтли         | Джульетта, Джулс   |
| Парминдер К. Награ  | Джесс              |
| Джонатан Рис-Майерс | Джо                |
| Анупам Кхер         | мистер Бхамра      |
| Дэвид Бекхэм        | играет самого себя |
| Фрэнк Харпер        | Алан Пэкстон       |
| Арчи Пенджаби       | Пинки Бхамра       |
| Джульет Стивенсон   | Пола Пэкстон       |
| Нина Вэйдья         | гостья на свадьбе  |

Дэвид Бекхэм присутствует на экране всего несколько секунд. Первый фильм с участием Киры Найтли, получивший широкую известность.